# (54820) Svenders
(54820) Svenders est un astéroïde de la ceinture principale.

## Description
(54820) Svenders est un astéroïde de la ceinture principale. Il fut découvert le 11 juillet 2001 à Needville par Joseph A. Dellinger et William G. Dillon. Il présente une orbite caractérisée par un demi-grand axe de 2,67 UA, une excentricité de 0,22 et une inclinaison de 10,1° par rapport à l'écliptique.

## Compléments